# Robert Aspöck
Robert Aspöck (* 23. Juni 1943 in Salzburg; † 7. März 2018 ebenda) war ein österreichischer Rechtsanwalt und Politiker. Robert Aspöck vertrat zwischen 1999 und 2004 die FPÖ im Bundesrat und war zwischen 2006 und 2008 Abgeordneter zum Österreichischen Nationalrat.

## Ausbildung und Beruf
Robert Aspöck absolvierte seine Schullaufbahn zur Gänze in der Stadt Salzburg und besuchte dort die Volksschule, das Akademische Gymnasium sowie das Realgymnasium für Berufstätige, dass Aspöck 1967 mit der Matura abschloss. Danach begann ein Studium der Rechtswissenschaften an der Universität Salzburg, wo er 1973 zum Dr. iur. promovierte. Seine berufliche Karriere startete Aspöck im Anschluss als Assistent am Institut für Völkerrecht der Universität Salzburg, von 1975 bis 1979 war er Rechtsanwaltskonzipient. Seit 1979 ist Aspöck als selbstständiger Rechtsanwalt in Salzburg tätig. 
Er ist Alter Herr der Akademischen Landsmannschaft der Salzburger im Coburger Convent.

## Politische Laufbahn
Aspöck engagierte sich bereits während seines Studiums beim Ring Freiheitlicher Studenten und war 1978 bis 1983 Obmann des Freiheitlichen Akademikerverbandes Salzburgs. 1979 war er Obmann der Arbeitsgemeinschaft Freiheitlicher Akademikerverbände Österreichs. Bereits 1977 vertrat Aspöck die FPÖ im Gemeinderat der Stadt Salzburg und wechselte 1980 in den Salzburger Landtag, wo er bis 1983 tätig war. Nach einer längeren Phase ohne höheres politisches Mandat vertrat Aspöck die FPÖ ab 1999 im Bundesrat. 2004 ging dieses Mandat jedoch durch die Wahlniederlage der FPÖ Salzburg verloren. In der Folge war Aspöck zwischen dem 30. Oktober 2006 und dem 27. Oktober 2008 Abgeordneter zum Nationalrat, wobei er ein Mandat des Landeswahlkreises Salzburg wahrnahm.